# Centre d'études sur les réseaux, les transports, l'urbanisme et les constructions publiques
Le Centre d’études sur les réseaux, les transports, l’urbanisme et les constructions publiques (CERTU) est un service du Ministère de l'Écologie, de l'Énergie, du Développement durable et de la Mer créé par décret n° 94-134 du 9 février 1994 (J.O. du 16 février 1994). Il a disparu le 1er janvier 2014 par fusion avec d'autres composantes du réseau scientifique et technique de l’État français au sein du Centre d'études et d'expertise sur les risques, l'environnement, la mobilité et l'aménagement (Cerema). 

## Présentation
Le centre d’études sur les réseaux, les transports, l’urbanisme et les constructions publiques est chargé de conduire des études dans le domaine des réseaux urbains, des transports, de l’urbanisme et des constructions publiques, pour le compte de l’État ou au bénéfice des collectivités locales, établissements publics ou entreprises chargés de missions de service public ou des professions en cause. … Il contribue, par ses activités de statistiques, d’enquêtes, d’études, d’expertises, d’expérimentation et d’innovation technique, de production de logiciels, de publication d’ouvrages techniques et méthodologiques, de formation et d’information, au progrès des connaissances et des savoir-faire et à leur diffusion. Il participe également au développement des échanges d’expériences et à la promotion des techniques françaises à l’étranger. Dans son champ d’activités, il contribue à l’élaboration de la normalisation et de la réglementation technique ainsi qu’à la mise en œuvre des autres actions de l’État.

## Historique
Il est issu de deux services dissous : 
- le Centre d’études des transports urbains (CETUR) et
- le Service technique de l’urbanisme (STU).

Il reprend l’ensemble des compétences du CETUR et en partie celles du STU dans les domaines de l’urbanisme et des réseaux urbains. Le Centre assure également de nouvelles compétences dans les domaines des constructions publiques et de l’environnement.  
Depuis le 1er janvier 2014, le CERTU a intégré le CEREMA.

## Missions et moyens
Le CERTU est constitué d’une équipe pluridisciplinaire d'environ 170 personnes dont 110 cadres de haut niveau : ingénieurs, sociologues, urbanistes, architectes, informaticiens, paysagistes. Il dispose de services supports (édition, communication, ventes, etc.).

## Partenaires
Le CERTU travaille essentiellement en réseau avec : 
- les services de l’État,
- les bureaux d’études publics ou privés,
- les services des collectivités locales,
- les organismes de recherches,
- les associations d’élus,
- les associations professionnelles,
- les organismes de formation, ou encore
- les agences d'urbanisme et les Conseils d’architecture, d’urbanisme et de l’environnement.

Tous ces partenaires participent aux travaux du Comité d’orientation du CERTU.
- Les services de l’État financent et passent les commandes au CERTU. Les directions centrales du ministère de l’Équipement dans les différents domaines (transport, urbanisme, route, sécurité) sont donc les principaux commanditaires.
- Le ministère de l'Écologie, de l'Énergie, du Développement durable et de la Mer participe également au financement des actions du CERTU.

Les partenaires plus directement associés à la production sont :
- les 7 Centres d’études techniques de l’Équipement (CETE),
- les bureaux d’études privés
- les universités et les centres de recherche
- les associations professionnelles : Association des Ingénieurs Territoriaux de France (AITF), Association des techniciens territoriaux de France (ATTF), Groupement des autorités responsables de transports (GART), Fédération nationale des agences d’urbanisme (FNAU)
- les organismes de formations permanentes

Les bénéficiaires des productions du CERTU sont, avant tout, les décideurs locaux, élus et techniciens des collectivités, les services de l’État, les bureaux d’études privés, les associations professionnelles ou d’usagers, les particuliers, etc.